# Pau Piferrer i Fàbregas

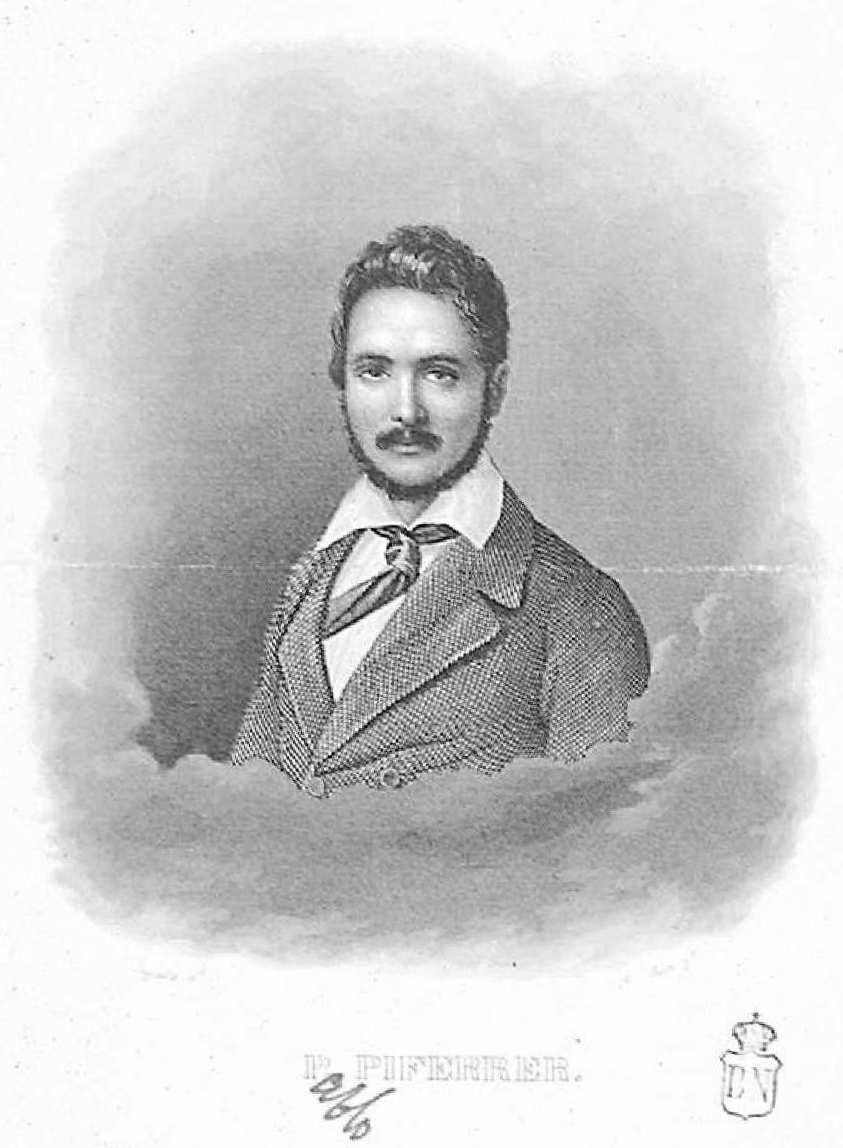
Pau Piferrer i Fàbregas

Pau Piferrer i Fàbregas (* 1818 in Barcelona; † 25. Juli 1848) war ein spanisch-katalanischer Schriftsteller und Journalist.
Er stammte aus armen Verhältnissen, konnte jedoch an der Universität Barcelona studieren. Später arbeitete er als Journalist. Im Jahr 1839 begann er mit seinem mehrbändigen monumentalen Werk España, sus Monumentos y Artes - su Naturaleza e Historia.
Neben seinem katalanischen Namen ist der jung verstorbene Pau Piferrer i Fàbregas auch unter dem spanischen Namen Pablo Piferrer bekannt.